# Fretum
Fretum (plurale: freta) è un termine latino, dal significato originario di "stretto", utilizzato nell'ambito dell'esogeologia per indicare una caratteristica superficiale di dimensioni contenute e che colleghi due aree maggiori che accolgano dei liquidi.
Le uniche strutture ufficialmente classificate come freta sono state individuate su Titano dove collegano i laghi e i mari di idrocarburi di cui è ricca la superficie.
La parola fretum appare inoltre nella denominazione di due caratteristiche di albedo su Marte: Nereidum Fretum, Pandorae Fretum.